# Tachysurus virgatus
Tachysurus virgatus es una especie de peces de la familia Bagridae en el orden de los Siluriformes.

## Morfología
Los machos pueden llegar alcanzar los 13,3 cm de longitud total.

## Distribución geográfica
Se encuentra en la China y en Vietnam.